# Anhangabaú (bairro de São Paulo)
O bairro do Anhangabaú, mais conhecido só como Vale do Anhangabaú, é um bairro da cidade de São Paulo. Possui a Estação Anhagabaú da Linha 3-Vermelha do Metrô e Estação São Bento da Linha 1-Azul.
O bairro abriga o Shopping Light, um dos mais antigos da cidade, o prédio da Prefeitura e também o Vale do Anhangabaú, um dos mais importantes da cidade.
Localizado no centro de São Paulo, entre os Viadutos do Chá e Santa Ifigênia, o Vale do Anhangabaú é um lugar de manifestações e shows populares e reúne o prédio da Prefeitura de São Paulo, o Theatro Municipal, a Escola de Dança de São Paulo, o Conservatório Dramático e Musical de São Paulo, um campus universitário e é rodeado por grandes edifícios. Por seu subsolo corre ainda o Rio Anhangabaú, nome indígena que significa, em tupi, rio ou água do mau espírito.
O bairro tem a Avenida São João, a Praça Bandeira e o Terminal Bandeira.